# R-258 (Rusland)
De R-258 of Bajkal (Russisch: Р-258 Байкал) is een regionale weg in Rusland. De weg loopt van het Siberische Irkoetsk, ten zuiden van het Bajkalmeer langs naar Tsjita. De weg is onderdeel van de Trans-Siberische weg tussen Moskou en Vladivostok en is 1113 kilometer lang. Tot 2011 heette de weg M-55.

## Verloop
De weg begint in Irkoetsk, vanaf de kruising met de R-255. De weg loopt eerst richting het zuidwesten, en komt bij Koeltoek langs de zuidoever van het Bajkalmeer te lopen. De weg loopt over een lengte van 228 kilometer direct langs het Bajkalmeer. Vanaf Kabansk loopt de weg parallel aan de Selengarivier. De weg loopt met vier ongelijkvloerse kruisingen net ten westen van Oelan-Oede langs. Bij Oelan-Oede is de afslag met de A-165, de weg naar de Mongolische hoofdstad Ulaanbataar.
De 684 kilometer tussen Oelan-Oede en Tsjita bestaat uit vrijwel onbewoond gebied. Om Tsjita is een 80 kilometer lange ringweg gebouwd. De R-258 eindigt in Tsjita bij de aansluiting met de A-166, de weg naar het Chinese Manzhouli en richting het noorden van China.